# ويليام صامويل بالي
ويليام صموئيل بالي (بالإنجليزية: William S. Paley) (28 سبتمبر 1901 - 26 أكتوبر 1990)، كان شخصية أعمال أمريكية في مجال الإعلام، واشتهر بأنه الرئيس التنفيذي الذي بنى نظام بث كولومبيا (سي بي إس CBS) من شبكة إذاعية صغيرة إلى واحدة من أهم شبكة الإذاعة والتلفزيون في الولايات المتحدة الأمريكية. 

## حياته
ولد في شيكاغو يوم 28 سبتمبر 1901، ابن جولدي (دريل) وصمويل بالي. كانت عائلته يهودية، وكان والده مهاجرًا من أوكرانيا يدير شركة سيجار. مع ازدياد نجاح الشركة أصبح بالي مليونيراً، وانتقل بعائلته إلى فيلادلفيا في أوائل عشرينيات القرن العشرين. حصل ويليام بالي على شهادة الثانوية العامة في الأكاديمية العسكرية الغربية في ألتون، إلينوي، وحصل لاحقًا على شهادته الجامعية من جامعة بنسلفانيا على أمل أن يقوم بدور نشط بشكل متزايد في إدارة أعمال شركة السيجار العائلية. أثناء وجوده في جامعة بنسلفانيا، انضم بالي إلى فرع ثيتاالأخوة زيتا بيتا تاو.
في عام 1927، اشترى صامويل بالي وليون ليفي (الذي كان متزوجًا من أخت بالي، بلانش) مع بعض الشركاء التجاريين شبكة إذاعية متضاربة مقرها فيلادلفيا من 16 محطة تسمى نظام كولومبيا فونوغرافيك. كانت نية صمويل بالي هي استخدام الشبكة كوسيلة إعلانية للترويج لأعمال شركة السيجار الخاصة بعائلته، في غضون عام، وتحت قيادة ويليام زادت مبيعات السيجار بأكثر من الضعف، وفي عام 1928 حصلت عائلة بالي على ملكية الأغلبية للشبكة من شركائها. في غضون عقد من الزمان، قام ويليام بالي بتوسيع الشبكة إلى 114 محطة تابعة لـPaley.
أدرك بالي سريعًا إمكانات أرباح الراديو وأدرك أن البرمجة الجيدة هي المفتاح لبيع وقت الإعلان، وبالتالي جلب الأرباح للشبكة، وأصحاب الشركات التابعة. قبل Paley ، كان معظم رجال الأعمال ينظرون إلى المحطات على أنها منافذ محلية قائمة بذاتها بديل للصحف المحلية. غيّر بالي نموذج أعمال البث ليس فقط من خلال تطوير برامج إذاعية ناجحة ومربحة ولكن أيضًا من خلال رؤية المعلنين والجهات الراعية كأهم عنصر في معادلة البث.
خلال الحرب العالمية الثانية، عمل بالي مديرًا للعمليات الإذاعية لفرع الحرب النفسية في مكتب معلومات الحرب في مقر قوات الحلفاء في لندن، حيث كان برتبة عقيد. أثناء وجوده في إنجلترا أثناء الحرب ، تعرّف بالي على إدوارد آر مورو، رئيس الأخبار الأوروبية في شبكة سي بي إس وصادقه، والذي وسّع التغطية الخارجية لقسم الأخبار بفريق من المراسلين الحربيين عُرف لاحقًا باسم فتيان مورو. في عام 1946 قام بالي بترقية فرانك ستانتون إلى منصب رئيس شبكة سي بي إس. توسعت شبكة سي بي إس في التلفزيون وركبت طفرة ما بعد الحرب لتتجاوز NBC، التي كانت تهيمن على الراديو.
توفي بالي بسبب الفشل الكلوي في 26 أكتوبر 1990. عن عمر 89 عامًا. 

## من مؤلفاته
- كما حدث: مذكرات (جاردن سيتي ، نيويورك: دوبليداي ، 1979) (As it happened : a memoir / William S. Paley)

## الجوائز والتكريمات
- Croix de Guerre with Palm ، 1946
- وسام جوقة الشرف
- وسام الاستحقاق ، 1946
- جائزة بيبودي 1958 و 1961
- تم إدراجه في قاعة مشاهير أعمال جونيور أتشيفمنت الأمريكية ، 1984
- أدرجت في قاعة مشاهير التلفزيون ، 1984
- جائزة والتر كرونكايت للتميز في الصحافة عام 1984. [9]

## روابط خارجية
- أوراق ويليام س. بالي (1944 ، 1969) ، مكتبة دوايت د.أيزنهاور الرئاسية
- ويليام صامويل بالي على موقع فايند أغريف
- مقابلة Booknotes مع Sally Bedell Smith في In All His Glory: The Life of William Paley ، 9 ديسمبر 1990.